# Văn hóa ở Kraków
Kraków được nhiều người coi là thủ đô văn hóa của Ba Lan. Nơi đây được Liên minh châu Âu đặt tên là Thủ đô văn hóa châu Âu vào năm 2000. Thành phố này là nơi có những Bảo tàng tốt nhất và một số nhà hát nổi tiếng. Đây là nơi lưu trú của hai người Ba Lan đoạt giải Nobel trong văn học: Wisława Szymbourska và Czesław Miłosz, trong khi người đoạt giải Nobel thứ ba, nhà văn Nam Tư Ivo Andric cũng sống và học tập tại Krakow. Đây cũng là nơi có một trong những trường đại học lâu đời nhất thế giới, Đại học Jagiellonia của Kraków. 

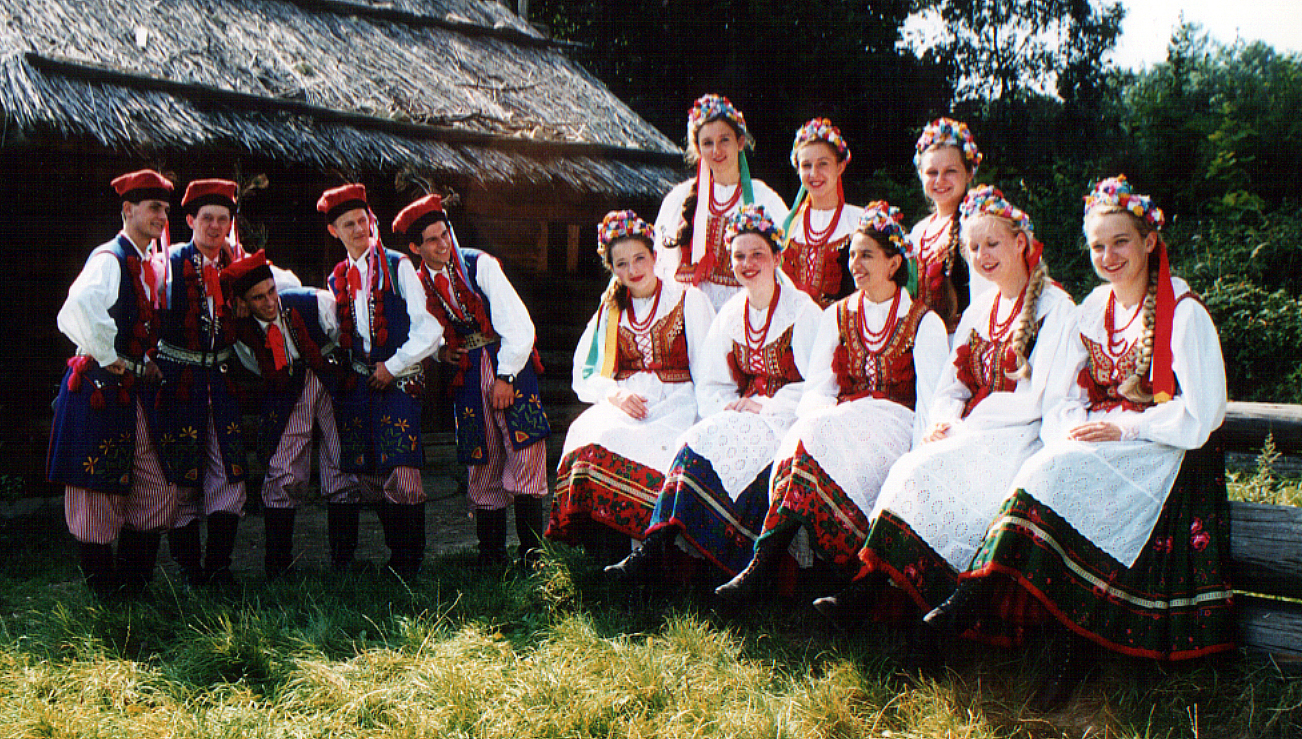
Các vũ công dân gian trong trang phục truyền thống từ Kraków (được coi là trang phục dân tộc Ba Lan)

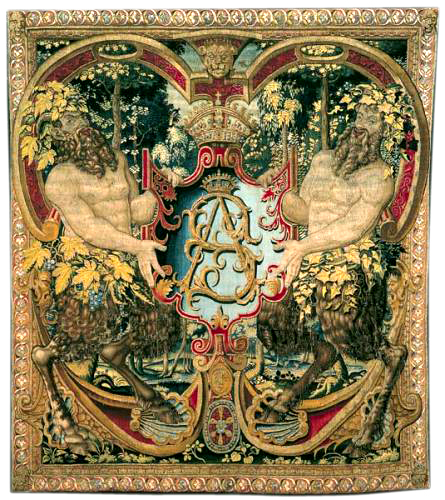
Tấm thảm Wawel

## Bảo tàng và phòng trưng bày nghệ thuật quốc gia
Kraków có 28 bảo tàng cũng như một số nơi Triễn lãm nghệ thuật và phòng trưng bày nghệ thuật công cộng. Chúng được tách thành bảo tàng quốc gia và thành phố:
Bảo tàng Quốc gia được thành lập vào năm 1879, là chi nhánh chính của Bảo tàng Quốc gia Ba Lan với các bộ sưu tập cố định trên khắp đất nước, cũng như Bộ sưu tập Nghệ thuật Quốc gia trên Đồi Wawel và Bảo tàng Czartoryski với các tác phẩm của Leonardo và Rembrandt.
- Bộ sưu tập nghệ thuật quốc gia lâu đài Wawel tọa lạc tại Wawel, nơi ở cũ của ba triều đại của các vị vua Ba Lan. Royal Chambers có phong cách nghệ thuật, đồ nội thất cổ, tranh Ba Lan và châu Âu, đồ sưu tầm, và bộ sưu tập của các tấm thảm Flemish hoành tráng từ thế kỷ 16. Kho bạc Wawel và kho vũ khí có các vật kỷ niệm hoàng gia Ba Lan, đồ trang sức, nghệ thuật ứng dụng và vũ khí từ thế kỷ 15 đến 18. Bộ sưu tập Đông Wawel có lều Thổ Nhĩ Kỳ và các phụ kiện quân sự.
- Bảo tàng quốc gia Kraków với nhiều chi nhánh ở trung tâm thành phố Kraków, là bảo tàng giàu có nhất trong cả nước với các bộ sưu tập bao gồm vài trăm nghìn vật phẩm được giữ trong phần lớn của Tòa nhà chính mà còn trong chín bộ phận của nó: 
  - Tòa nhà chính (tại số 3 Maja St) đóng vai trò là địa điểm chính cho các triển lãm tạm thời. Phòng trưng bày nghệ thuật Ba Lan thế kỷ 20 (trên lầu) chứa gần 500 tác phẩm của các nghệ sĩ hiện đại Ba Lan.  "Lady with a Ermine" của Leonardo da Vinci. 

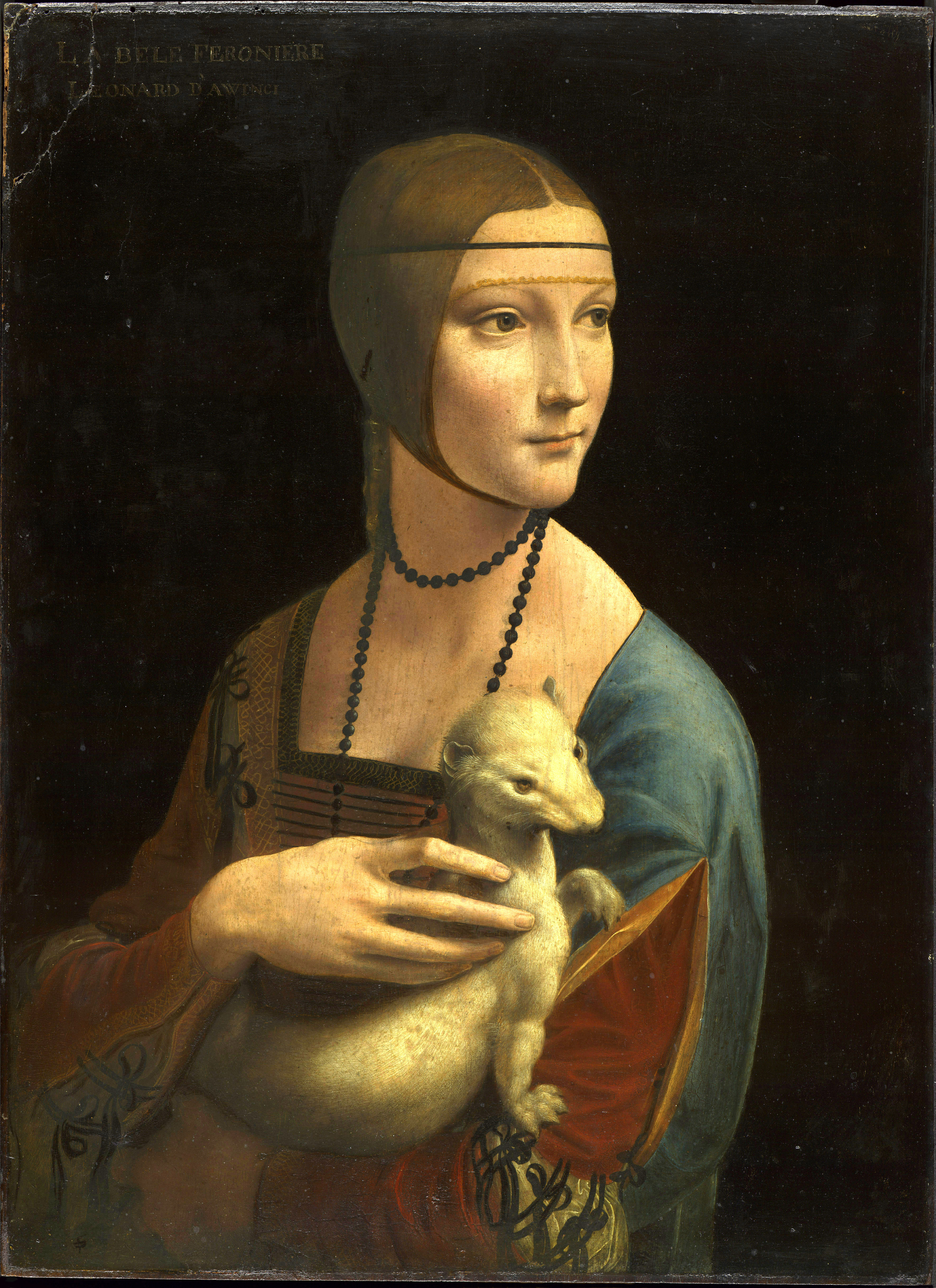
"Lady with a Ermine" của Leonardo da Vinci.

  - Bảo tàng Czartoryski và Arsenal (tại số 19 Św. Jana), nổi tiếng thế giới với bức tranh Lady of a Ermine của Leonardo. Bảo tàng có các tác phẩm của các bậc thầy cũ khác được trưng bày bao gồm cảnh quan ấn tượng của Rembrandt.
  - Bảo tàng Nghệ thuật và Công nghệ Nhật Bản Manggha (tại số 26 M. Konopnickiej)[2]
  - Bảo tàng Stanisław Wyspiański (tại số 11 Szczepanska St)
  - Phòng trưng bày nghệ thuật Ba Lan thế kỷ 19 tại Sukiennice, với bộ sưu tập một số bức tranh và tác phẩm điêu khắc nổi tiếng nhất của phong trào Ba Lan trẻ.
  - Trang viên Jan Matejko
  - Bảo tàng Emeryk Hutten-Czapski[3]
  - Trang trại Józef Mehoffer

Thành phố Krakow có một Bảo tàng Lịch sử chính cũng có các chi nhánh trên toàn thành phố:
- Bảo tàng Lịch sử Kraków
  - Tòa nhà chính (tại Quảng trường chợ chính, Rynek Główny 35), nơi dành cho lịch sử của thành phố và các công dân với các bộ sưu tập bản đồ, tài liệu và tem thành phố, khẩu hiệu và nhẫn của Lord Mayors, đồ vật của bang hội, chân dung của quý tộc, và Giường cũi Giáng sinh nổi tiếng của Kraków.
  - Tòa thị chính
  - Barbican
  - Cung điện Krzysztofory
  - Bảo tàng Szołayski[4]
  - Nhà Silesian còn được gọi là Pomorska
  - Lịch sử của nhà hát trong bảo tàng Kraków[2]
  - Bảo tàng Do Thái tại Giáo đường Do Thái Cũ
  - Trang trại Hipolit
  - Celestat, nơi cư trú của Hội những người đi săn bắn tỉa
  - Salon nghệ thuật của quận Zwierzyniec[5]
  - Bảo tàng Tưởng niệm Quốc gia tại "Under the Eagle Pharmacy"
  - Lịch sử của Bảo tàng Nowa Huta[6]

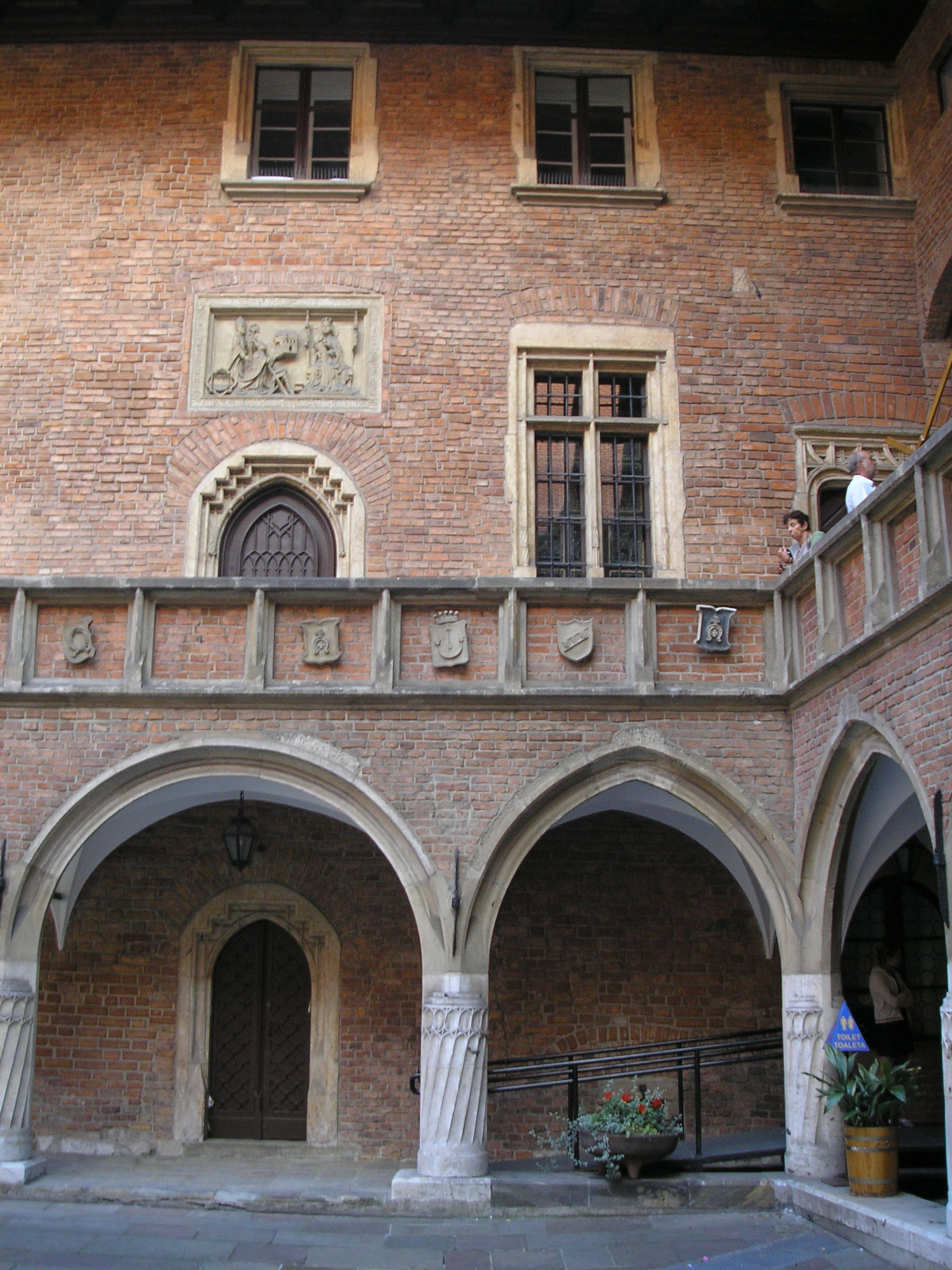
Đại học Maius

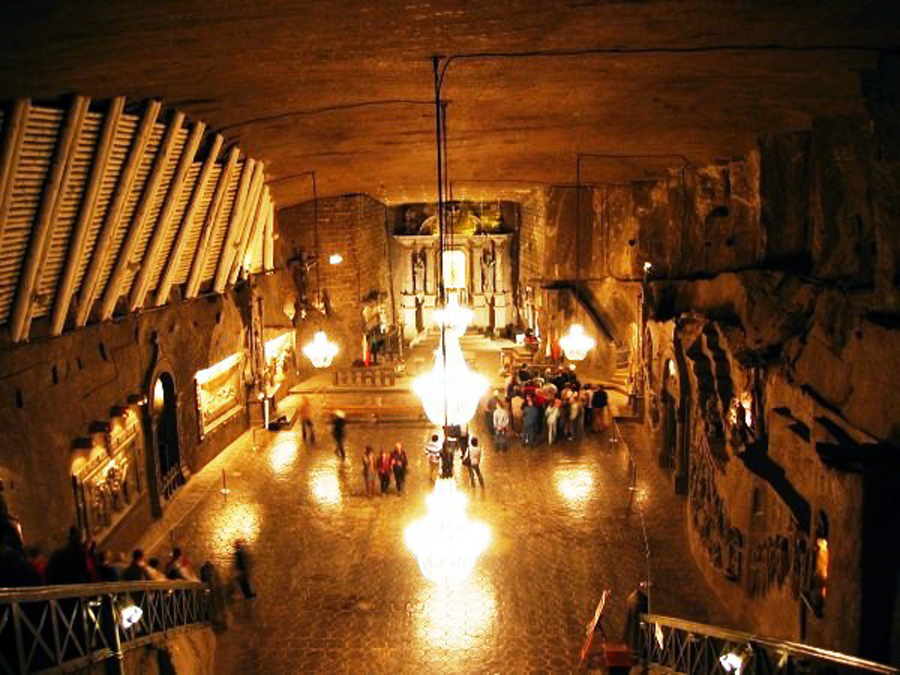
Mỏ muối ở Wieliczka

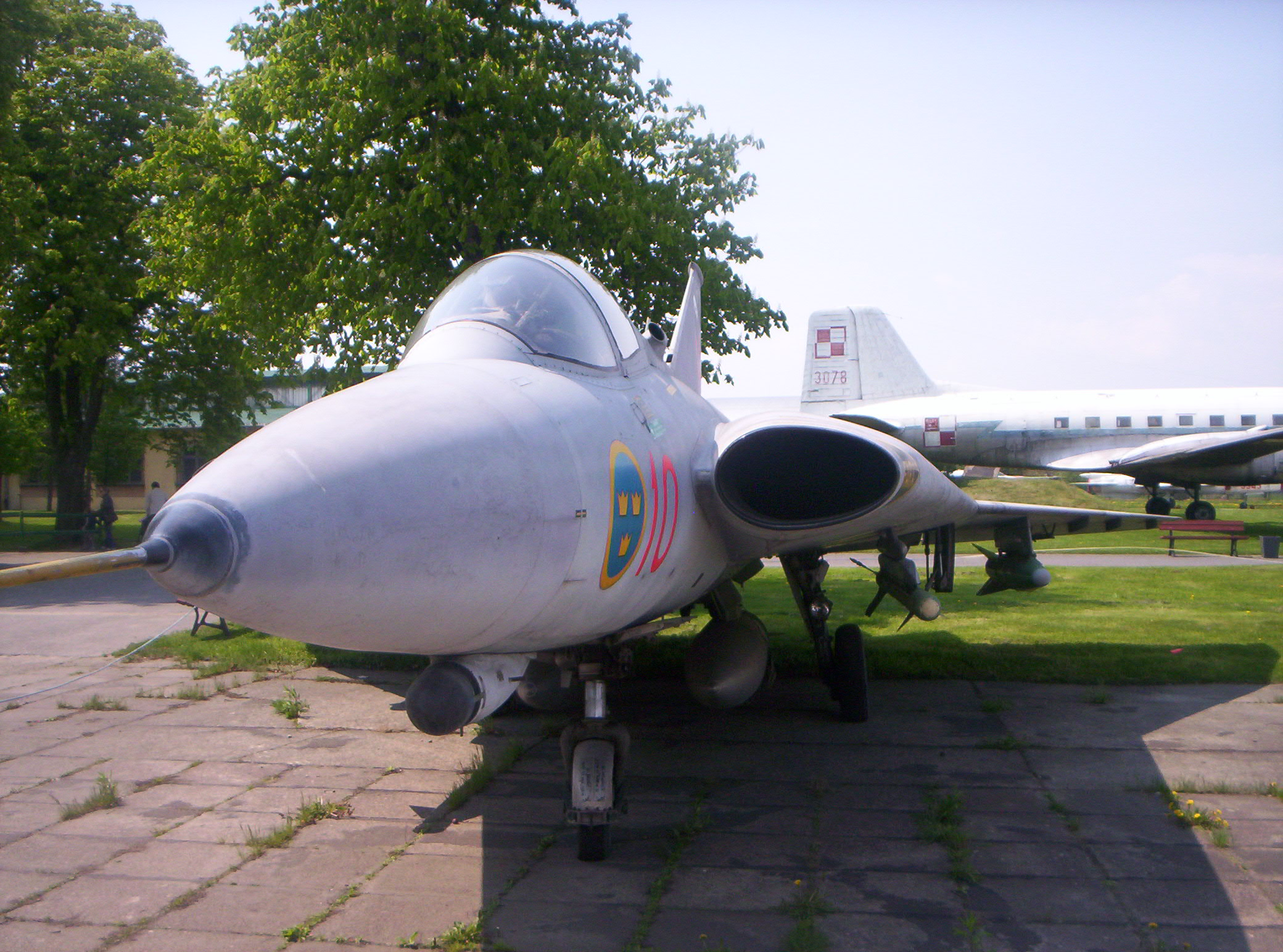
Bảo tàng Hàng không

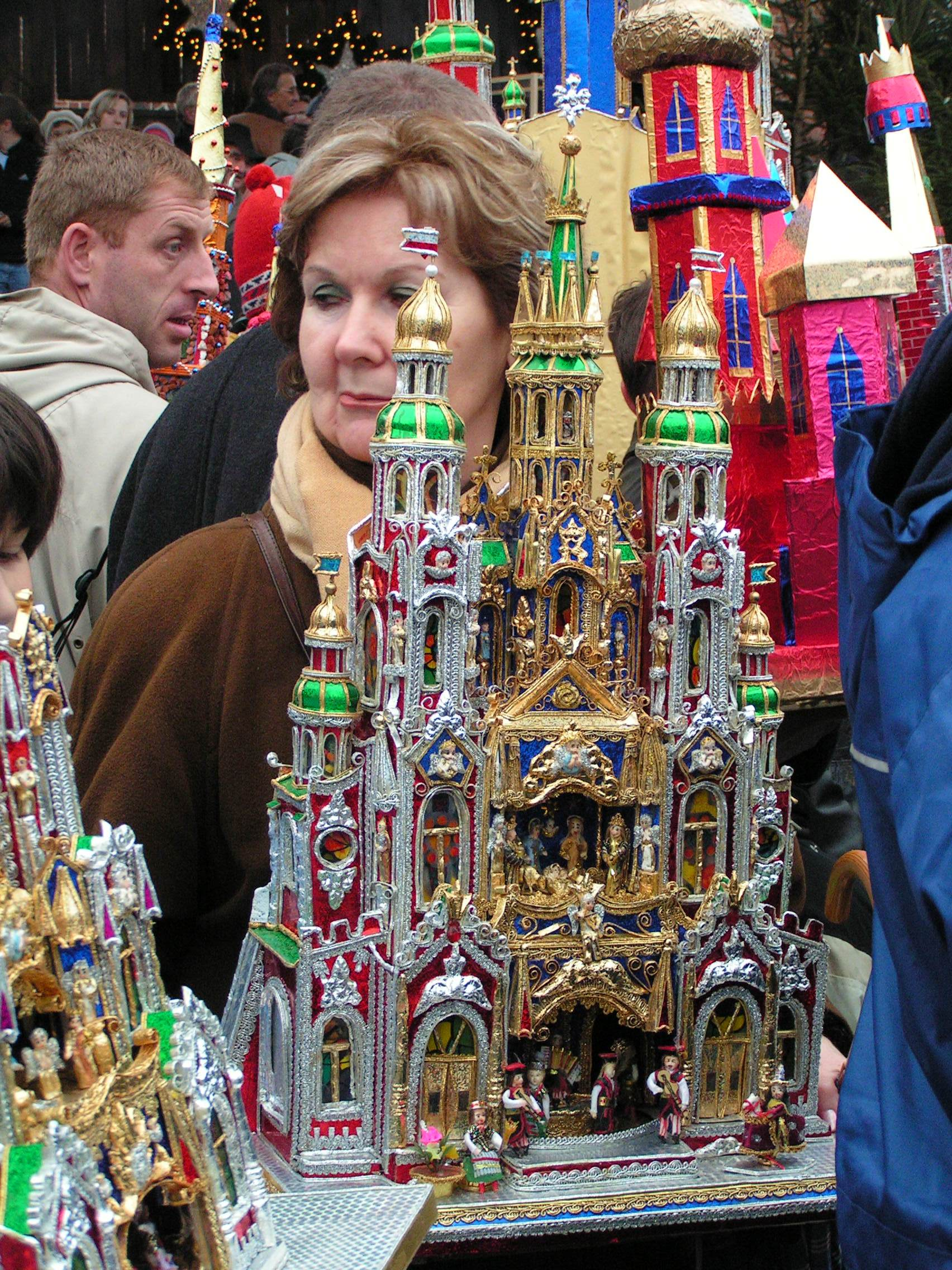
Lễ hội Nativity Cribs

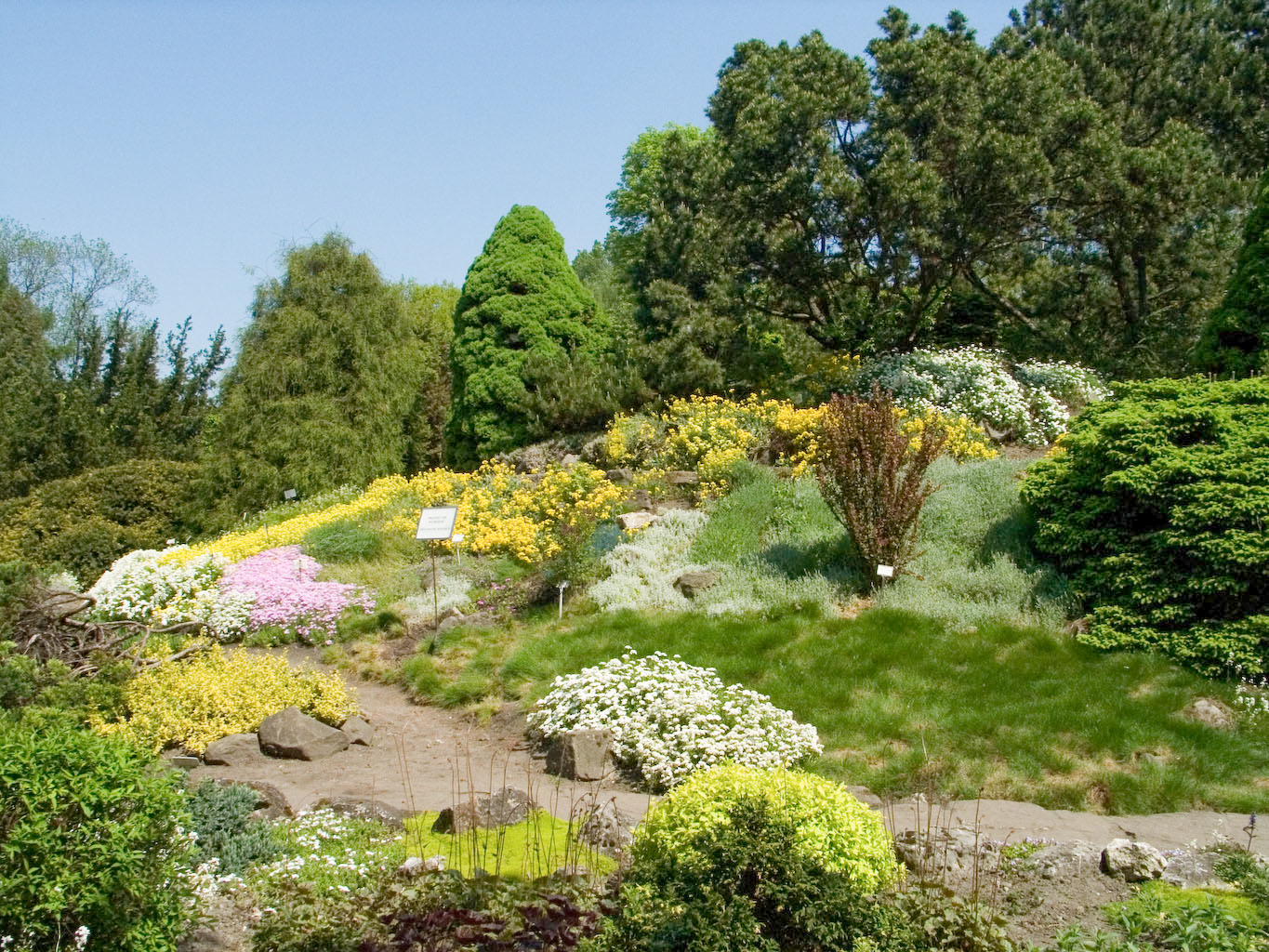
Vườn thực vật ở Krakow

- Bảo tàng Collegium Maius của Đại học Jagiellonia. Trường đại học có từ thế kỷ 15 Collegium Maius là tòa nhà lâu đời nhất của Trường Đại học Jagiellonian, gồm phòng giảng cổ đại, hội trường, phòng cựu giáo sư, thư viện và kho bạc với kiến trúc Gothic sceptres của Hiệu trưởng và "quả cầu Jagiellonian" vàng. Các triển lãm bao gồm các công cụ khoa học thời trung cổ, quả địa cầu cũ, tranh vẽ, sưu tầm, đồ nội thất, tiền xu và huy chương. (Xem thêm: Collegium Novum)
- Mỏ muối Wieliczka, hoạt động liên tục từ thế kỷ 13[7]
- Bảo tàng Nhà thờ[8]
- Bảo tàng Khảo cổ học[9]
- Bảo tàng Hàng không Ba Lan
- Bảo tàng Tổng giáo phận
- Bảo tàng Độc lập[10]
- Bảo tàng nỗ lực vũ trang (chỉ theo lịch hẹn)[11]
- Bảo tàng Dân tộc học
- Bảo tàng Dược của Đại học Jagiellonia[2]
- Bảo tàng Địa chất của Viện Hàn lâm Khoa học Ba Lan
- Thư viện Czartoryski[12]
- Bảo tàng Quân đội Gia đình (AK)[13]
- Bảo tàng Nhiếp ảnh
- Bảo tàng Lịch sử Tự nhiên
- Bảo tàng Động vật học
- Rydlówka Manor: bảo tàng của phong trào Ba Lan trẻ
- Trung tâm tài liệu Cricoteka về nghệ thuật Tadeusz Kantor[14]
- Bảo tàng Kỹ thuật đô thị[15] aka Bảo tàng vận tải [16]
- Bảo tàng Do Thái Galicia[17]
- Muzeum Katedry i Zakładu Anatomii UJ CM[18]

## Lễ hội
Kraków là nơi tổ chức nhiều lễ hội đường phố, tiệc tùng và diễu hành khác nhau và độc đáo. Nổi tiếng nhất là Lễ hội Nón Giáng Sinh được tổ chức vào tháng 12 hàng năm, Lễ hội Văn hóa Do Thái được tổ chức vào cuối tháng 6, Lễ hội Jazz Quốc tế được tổ chức vào tháng 4, Diễu hành Lajkonik vào mùa xuân và một số lễ hội trong nhà được tổ chức trong suốt cả năm. Danh sách chi tiết của các lễ hội Kraków bao gồm:
- Liên hoan nhạc Jazz quốc tế (tháng 4)
- Liên hoan phim quốc tế (tháng 5)
- Lễ hội sinh viên Juwenalia (tháng 5)
- Diễu hành Lajkonik (tháng 6)
- Sự lên ngôi của Vua gà trống (tháng 6)
- Lễ hội giữa vòng hoa (Wianki) (24 tháng 6)
- Mùa hè ở Krakow Festivals (tháng 6, tháng 7)
  - Liên hoan nhạc Jazz mùa hè[19]
  - Lễ hội văn hóa Do Thái (25 tháng 6 - 3 tháng 7)
  - Ngày hoạt hình mùa hè Krakow (tháng 7)
  - Liên hoan các ban nhạc quân đội
  - Liên hoan sân khấu đường phố
  - Âm nhạc ở Krakow cổ
  - Liên hoan nhạc Jazz Krakow
- Lễ hội âm nhạc organ mùa hè quốc tế (tháng 7 - tháng 8)[20]
- Hội chợ nghệ thuật dân gian (tháng 8)
- Cuộc thi quốc tế về âm nhạc thính phòng đương đại 
(16-29 tháng 9)
- Liên hoan âm nhạc Organ (tháng 10)
- Lễ hội Unsound, nhạc điện tử và âm nhạc thay thế (tháng 10)
- Liên hoan phim quốc tế Etiuda & Anima, liên hoan phim quốc tế (tháng 11)
- Liên hoan nhạc Jazz Zaduszki (tháng 11)
- Liên hoan phim hoạt hình[21]
- Chợ Giáng sinh ('đến ngày 26 tháng 12)
- Lễ hội Nôi Giáng Sinh Kraków szopka (Thứ Năm đầu tiên của tháng 12)
- Tiệc mừng năm mới tại Quảng trường chính (ngày 31 tháng 12)

## Rạp hát

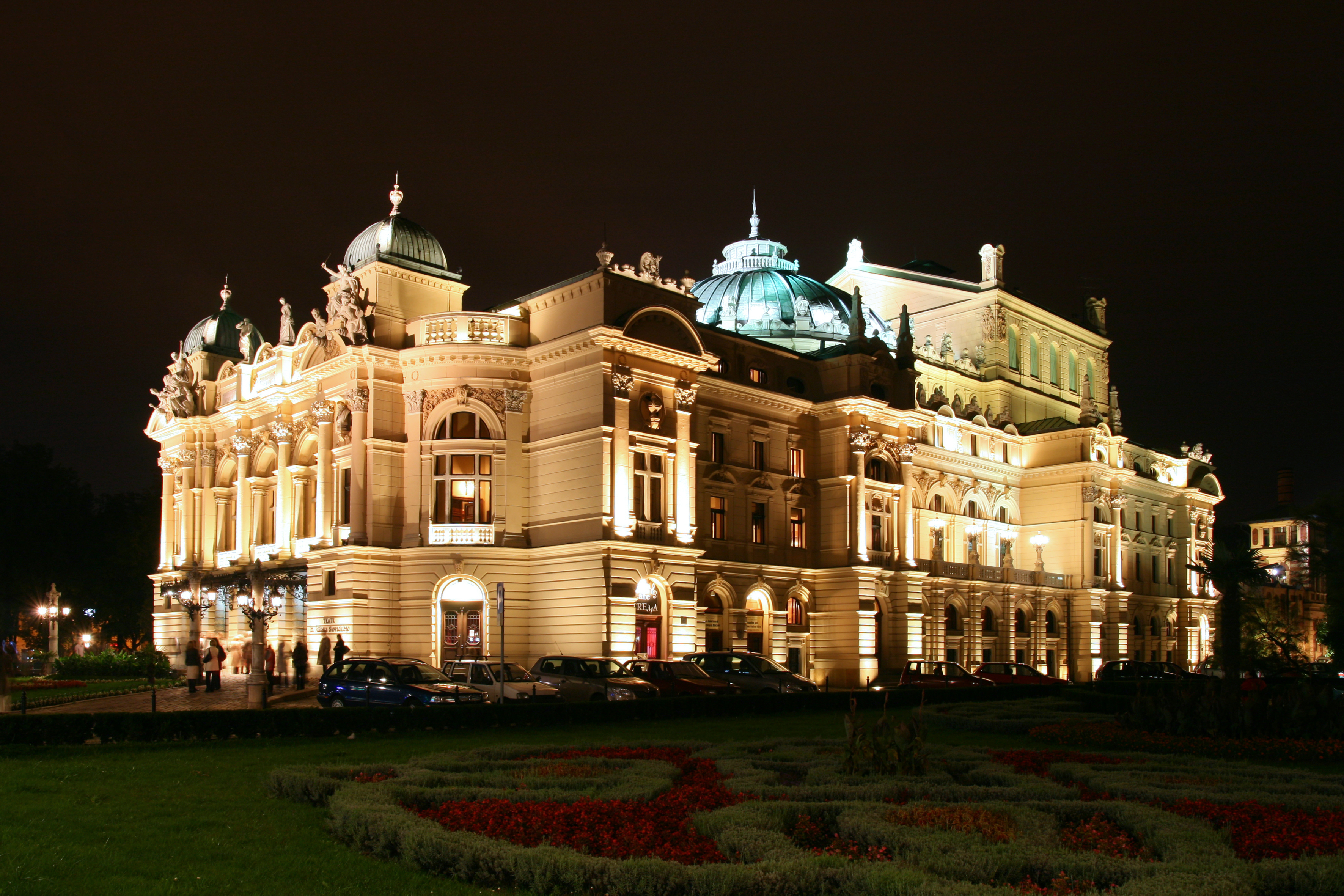
Nhà hát Slowacki ở khu phố cổ Krakow

Kraków là nơi có một trong những cảnh nhà hát hoạt động mạnh nhất của quốc gia và một số công ty nghệ thuật biểu diễn lâu đời nhất. Đây được coi là trung tâm lớn thứ hai cho nhà hát Ba Lan sau Warszawa. Đây là ngôi nhà của cả hai sản phẩm được hoan nghênh bởi các tổ chức như Nhà hát Ngôi sao Quốc gia và các tổ chức mới nổi hỗ trợ thế hệ nghệ sĩ địa phương mới. Trong số các nhà hát được thành lập ở Kraków với các giai đoạn cố định thường trong các tòa nhà có ý nghĩa lịch sử là:
- Nhà hát Stary quốc gia, aka Nhà hát cũ,[23] tại số 1 Jagielonska St.
- Nhà hát Juliusz Słowacki, tại số 1 Sw. Quảng trường Ducha
- Nhà hát Bagatela,[24] tại số 6 Karmelicka St.
- Nhà hát Ludowy, aka Nhà hát Nhân dân,[25] tại os. Teatralne ở quận Nowa Huta
- Nhà hát múa rối Groteska,[26] tại số 2 Skarbowa St.
- Nhà hát Scena STU,[27] tại số 16 Krasninskiego St.
- Nhà hát Nowaźnia Nowa ở Nowa Huta
- Nhà hát VariLEX Krakow

## Âm nhạc
Opera Krakowska một trong những tổ chức opera quốc gia hàng đầu, tổ chức 200 buổi biểu diễn mỗi năm bao gồm múa ba lê, nhạc kịch và nhạc kịch. Nó có, trong các tiết mục chính của nó, thế giới vĩ đại nhất và kinh điển opera Ba Lan. Opera chuyển đến Ngôi nhà kiên cố đầu tiên vào mùa thu năm 2008. Nó cũng chịu trách nhiệm về Lễ hội mùa hè của Opera và Operetta.
Cracow là nơi tổ chức hai lễ hội lớn của Ba Lan về âm nhạc thời kỳ đầu trình bày các oratorios và vở opera Baroque bị lãng quên: Opera Rara và Misteria Paschalia. Trong khi đó, Capella Cracoviensis điều hành Âm nhạc trong Lễ hội quốc tế Old Cracow.
Học viện Âm nhạc trong Kraków, được thành lập vào năm 1888, được biết đến trên toàn thế giới như là trường cũ của nhà soạn nhạc Ba Lan đương đại Krzysztof Penderecki, và nó cũng là nơi duy nhất ở Ba Lan có đến hai người chiến thắng của cuộc thi Chopin quốc tế tại Warsaw trong số các cựu sinh viên. Học viện tổ chức các buổi hòa nhạc của sinh viên và khách trong suốt cả năm.
Tổ chức âm nhạc và các địa điểm bao gồm: Kraków Philharmonic, quê hương của dàn nhạc Kraków Philharmonic cũng như Capella Cracoviensis, Sinfonietta Cracovia (còn gọi là dàn nhạc của thành phố Hoàng gia Kraków), Đài tiếng nói Ba Lan của Kraków, organum Academic Choir, dàn nhạc Mariański Choir (Mieszany Chor Mariański), Krakow Academic Choir của Đại học Jagiellonian, Krakow Chamber Choir, Amar Corde string Quartet, Consortium Iagellonicum Baroque Orchestra của Đại học Jagiellonian, ban nhạc Brass T. Sendzimir Steelworksp, và Phòng Dàn nhạc Camerata của Đài phát thanh Kraków.

## Trung tâm văn hóa
Thành phố Kraków là nhà tài trợ công lớn nhất trong số các sáng kiến nghệ thuật cộng đồng trong số các quận của thành phố. Nhiều khu phố ở Kraków vận hành các trung tâm văn hóa được tài trợ công khai với sự hỗ trợ tài chính từ bộ phận văn hóa của chính quyền thành phố. Các trung tâm cộng đồng với nhiều triển lãm, lớp học nghệ thuật, chương trình giáo dục và âm nhạc có lẽ là địa điểm văn hóa đáng chú ý nhất ở cấp địa phương. Họ được nhận từ 4% ngân sách của thành phố Kraków (với doanh thu 2.150 triệu złoty năm 2006) được phân bổ cho các cơ sở văn hóa và giải trí. Trong số các trung tâm văn hóa của thành phố là:
- Trung tâm văn hóa Nowa Huta, tại Aleja Jana Pawła II 232
- Trung tâm văn hóa quốc tế, tại Rynek Główny 25
- Trung tâm văn hóa dành cho giới trẻ Old-Town Staromiejskie, tại ul. H. Wietora 13/15
- Trung tâm văn hóa Białoprądnicki, tại ul. Papiernicza 2
- Trung tâm Công giáo, tại ul. Wiślna 12
- Trung tâm văn hóa Rotunda, tại ul. Oleandry 1
- Trung tâm văn hóa Do Thái, tại ul. Meiselsa 17
- Trung tâm Văn hóa và Nghệ thuật Châu Phi Teranga, tại ul. Kalwaryjska 48
- Trung tâm văn hóa Kurdwanów Nowy, tại ul. Witosa 39

## Cuộc sống về đêm

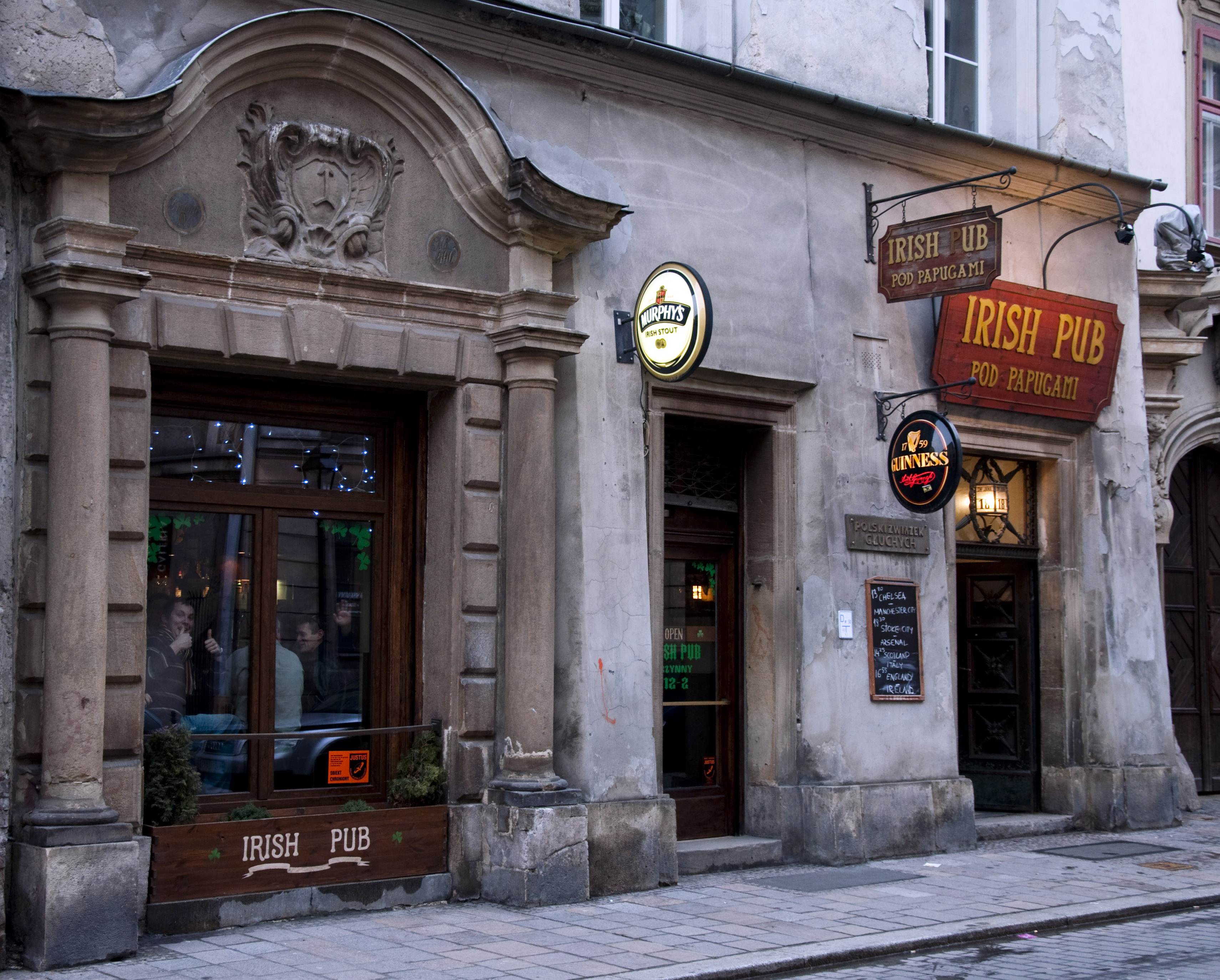
Quán rượu Ailen Pod Papugami

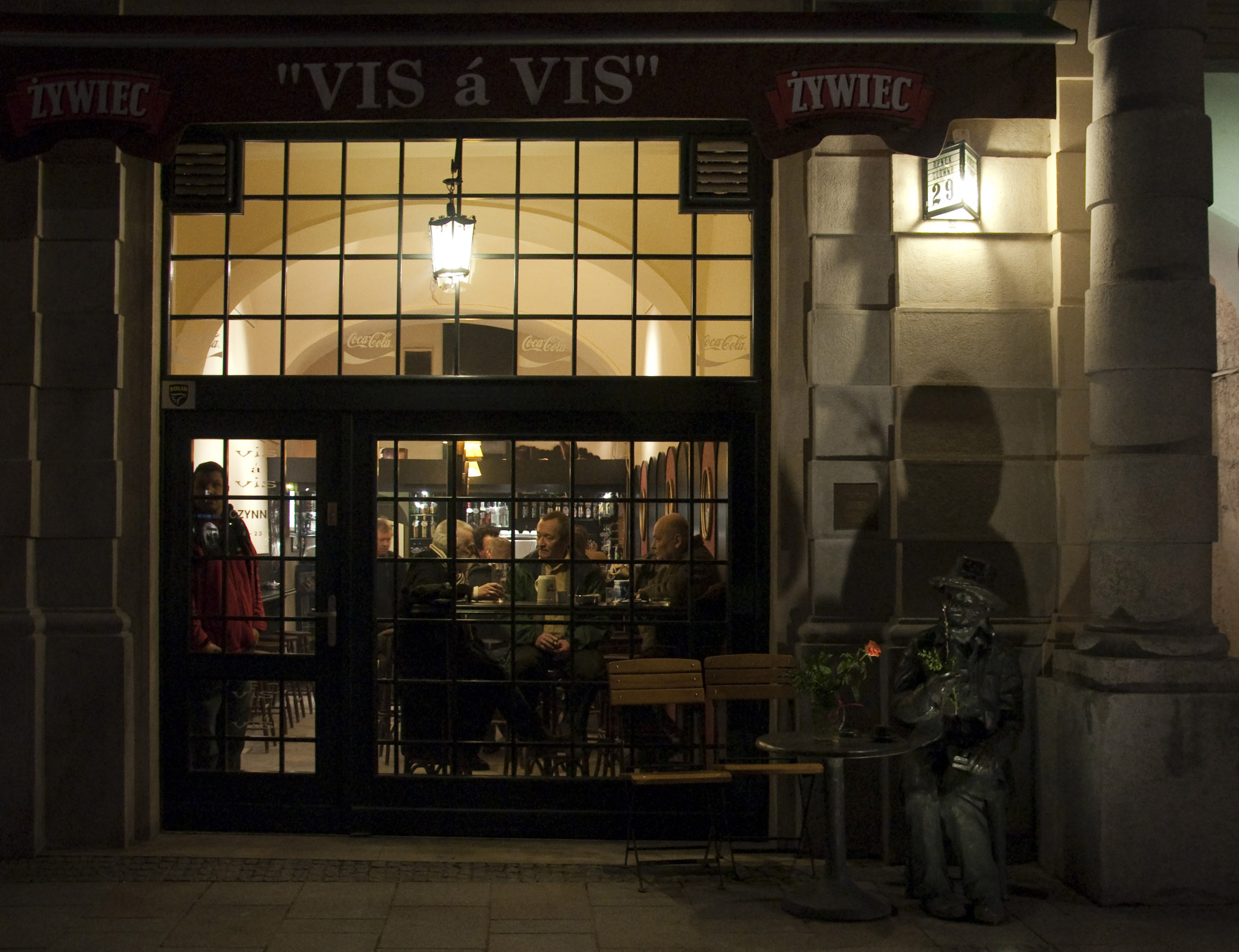
Quầy bar nổi tiếng Thanh Vis-à-Vis trực tiếp trên Quảng trường chợ chính

Chỉ có hơn một trăm quán rượu và quán bar trong khu vực lân cận Quảng trường Chợ Kraków, hầu hết trong các hầm của các tòa nhà lịch sử, mỗi quán đều có đặc điểm và bầu không khí riêng. Nhiều nơi trong số các cơ sở được dành cho âm nhạc sống là tốt. Các câu lạc bộ Jazz bao gồm: Câu lạc bộ Blues Klinika 35, Harris Jazz Jazz Bar, Câu lạc bộ Jazz U Muniaka, Câu lạc bộ Pod Jaszczurami, Câu lạc bộ Jazz Kornet, Câu lạc bộ U Louisa, Câu lạc bộ Rotunda Mitchik và Câu lạc bộ nghệ thuật Piec. Những nơi phổ biến để uống, ăn và thưởng thức, cũng nằm trong khu phố Kazimierz gần đó. Quảng trường chính là nơi tập trung các quán bar và cửa hàng nơi có thể thử hàng trăm loại Vodka Ba Lan khác nhau. Chuyến tham quan nếm rượu Vodka phổ biến diễn ra hàng ngày cho du khách thấy sự lựa chọn và lịch sử của thức uống.
Tối thứ sáu và thứ bảy là những điểm cao của tuần giải trí. Giải trí trực tiếp phù hợp với mọi sở thích. Jazz vẫn rất phổ biến và không thiếu nơi dành cho những người hâm mộ nhạc rock, pop hiện đại, ballad, bao gồm cả nhạc cổ điển. Một số nhà hàng ở trung tâm của Kraków có thể chứa hơn 100.
Trong số các nhạc sĩ Jazz với ban nhạc là: Reiner Trio, Beale Street Band, Boba Jazz Band, Aleksander Glondys Quartet / Quintet (trước đây là: Al'Mad), ban nhạc Jazz bóng Orchestra, Janusz Witko Quartet, bạn bè của ông Bober, Cracow Swing Quartet, Ban nhạc Metropolitan cũ, Ca sĩ Jazz Marek Bałata, Andrzej Cudzich, New Bone, Sebastian Bernatowicz, Jan Pilch, Karolina Styła, Overtime, Piotr Domagała, Ryszard Styła, Jorgos Skolias.
Các nhóm Kraków Klezmer bao gồm: Kroke và The Cracow Klezmer Band.
Ban nhạc Folk nổi bật: Krakowiacy Song and Dance Company, Students Highlanders' Ensemble "Skalni", Retro-Circus-Folk Band "Vladimirska", Nowa Huta Song và Dance Ensemble, Highland Folk Group Hamernik, Children's Highland Folk Group Mali Hamernicy và Folk Dance Group Krakowia.